# 山伏峠 (静岡県・山梨県)

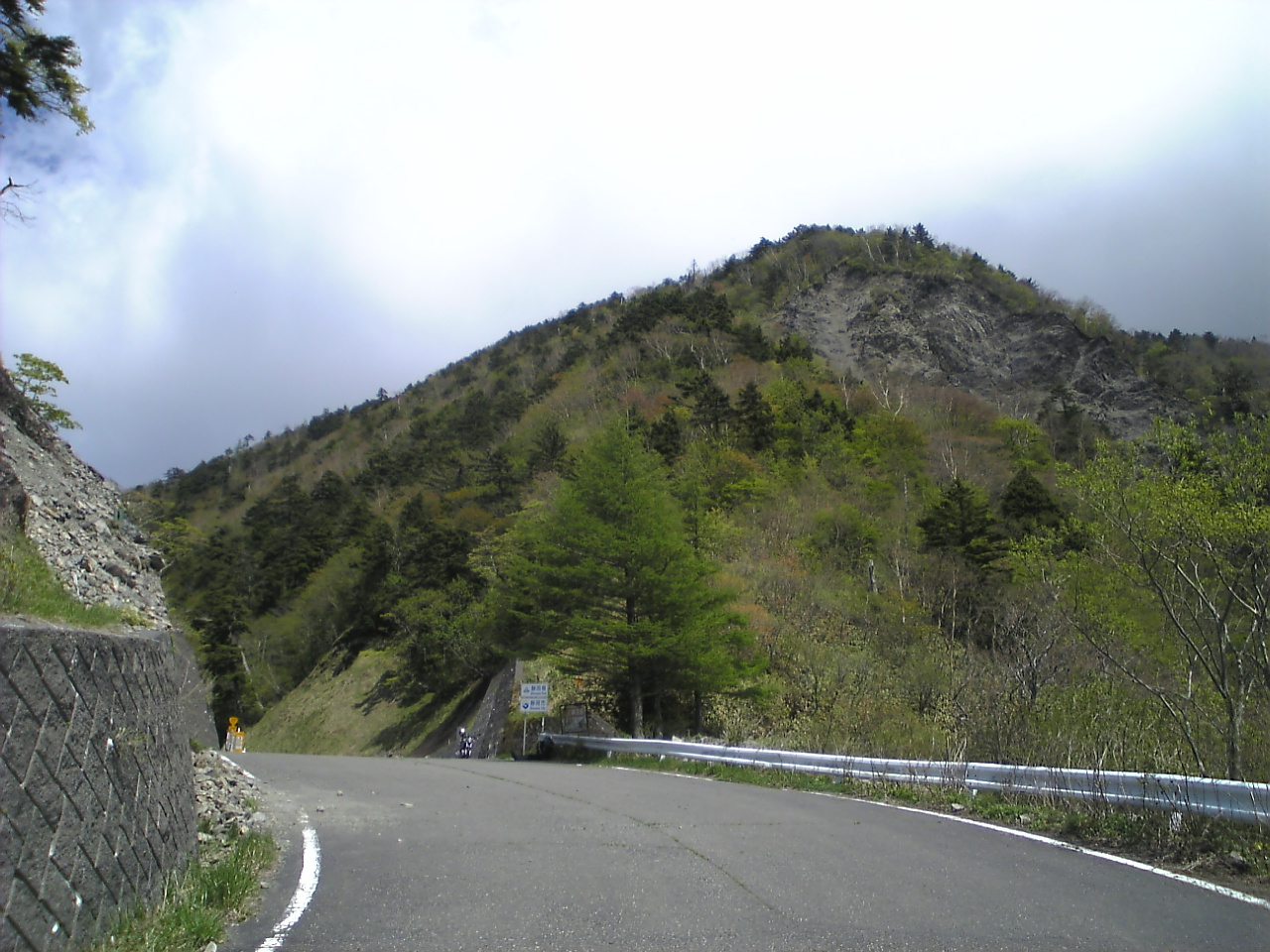
山伏峠

山伏峠（やんぶしとうげ）は、静岡県静岡市葵区と山梨県南巨摩郡早川町の境にある峠。標高1,845メートル。大笹峠とも呼ばれる。

## 概要
赤石山脈（南アルプス）の白峰南嶺を越える、切り通し状の県境の峠である。奈良時代に開かれ、古来より甲斐国と駿河国の交流路だった。現在は井川雨畑林道が通っており、自動車での通行が可能であるが、台風や大雨により頻繁にがけ崩れが発生するほか冬季閉鎖もあり、通年閉鎖と大差ない状況が続いている。峠よりやや東方に、白根南嶺に属する山・山伏（標高2,013.7 m）があり、その山頂に向かう登山道が峠から通っている。